# Bolívia az 1988. évi nyári olimpiai játékokon
Bolívia a dél-koreai Szöulban megrendezett 1988. évi nyári olimpiai játékok egyik részt vevő nemzete volt. Az országot az olimpián 6 sportágban 7 sportoló képviselte, akik érmet nem szereztek.

## Atlétika
Férfi
| Versenyző           | Versenyszám | Előfutam | Előfutam | Előfutam | Döntő   | Döntő    |
| Versenyző           | Versenyszám | Idő      | Hely.    | Össz.    | Idő     | Helyezés |
| ------------------- | ----------- | -------- | -------- | -------- | ------- | -------- |
| Policarpio Calizaya | 10 000 m    | 30:35,01 | 18.      | 36.      | kiesett | kiesett  |
| Juan Camacho        | Maraton     |          |          |          | 2:34:41 | 69.      |

## Cselgáncs
| Versenyző        | Versenyszám | Csoport | Selejtező         | 32-es főtábla                                      | Nyolcaddöntő      | Negyeddöntő       | Elődöntő          | Vigaszág nyolcaddöntő | Vigaszág negyeddöntő | Vigaszág elődöntő | Bronz- mérkőzés   | Döntő             | Helyezés |
| Versenyző        | Versenyszám | Csoport | Ellenfél Eredmény | Ellenfél Eredmény                                  | Ellenfél Eredmény | Ellenfél Eredmény | Ellenfél Eredmény | Ellenfél Eredmény     | Ellenfél Eredmény    | Ellenfél Eredmény | Ellenfél Eredmény | Ellenfél Eredmény | Helyezés |
| ---------------- | ----------- | ------- | ----------------- | -------------------------------------------------- | ----------------- | ----------------- | ----------------- | --------------------- | -------------------- | ----------------- | ----------------- | ----------------- | -------- |
| Ricardo Belmonte | Légsúly     | B       | erőnyerő          | Hszü Caj-csuan (Sheu Tsay-Chwan) (TPE) · 0000–1012 | kiesett           | kiesett           | kiesett           |                       |                      |                   |                   |                   | 20.      |

## Kerékpározás

### Pálya-kerékpározás
Sprintversenyek
| Versenyző      | Versenyszám  | Selejtező | Selejtező | 1. forduló                                        | 1. forduló | Vigaszág                                                                 | Vigaszág | 2. forduló             | 2. forduló | Vigaszág             | Vigaszág | Negyeddöntő          | 5–8. helyért           | 5–8. helyért | Elődöntő             | Döntő                | Helyezés |
| Versenyző      | Versenyszám  | Idő       | Hely.     | Ellenfelek Győztes idő                            | Hely.      | Ellenfelek Győztes idő                                                   | Hely.    | Ellenfelek Győztes idő | Hely.      | Ellenfél Győztes idő | Hely.    | Ellenfél Győztes idő | Ellenfelek Győztes idő | Hely.        | Ellenfél Győztes idő | Ellenfél Győztes idő | Helyezés |
| -------------- | ------------ | --------- | --------- | ------------------------------------------------- | ---------- | ------------------------------------------------------------------------ | -------- | ---------------------- | ---------- | -------------------- | -------- | -------------------- | ---------------------- | ------------ | -------------------- | -------------------- | -------- |
| Bailón Becerra | Férfi egyéni | 12,216    | 24.       | Eddie Alexander (GBR) · José Moreno (ESP) · 11,40 | 3.         | Frank Weber (FRG) · Nelson Mario Pons (ECU) · Colin Abrams (GUY) · 11,55 | 3.       | kiesett                | kiesett    | kiesett              | kiesett  | kiesett              | kiesett                | kiesett      | kiesett              | kiesett              | kiesett  |

Időfutam
| Név            | Versenyszám  | Idő      | Helyezés |
| -------------- | ------------ | -------- | -------- |
| Bailón Becerra | Férfi egyéni | 1:13,513 | 29.      |

Pontverseny
| Név            | Versenyszám | Selejtező     | Selejtező     | Selejtező     | Döntő   | Döntő      | Döntő    |
| Név            | Versenyszám | Pont          | Körhátrány    | Hely.         | Pont    | Körhátrány | Helyezés |
| -------------- | ----------- | ------------- | ------------- | ------------- | ------- | ---------- | -------- |
| Bailón Becerra | Férfi       | nem ért célba | nem ért célba | nem ért célba | kiesett | kiesett    | kiesett  |

## Súlyemelés
| Versenyző     | Versenyszám | Szakítás | Szakítás | Lökés    | Lökés    | Összesen | Helyezés |
| Versenyző     | Versenyszám | Eredmény | Helyezés | Eredmény | Helyezés | Összesen | Helyezés |
| ------------- | ----------- | -------- | -------- | -------- | -------- | -------- | -------- |
| Hernán Cortez | 90 kg       | 110,0    | 24.      | 140,0    | 23.      | 250,0    | 23.      |

## Úszás
Női
| Versenyző       | Versenyszám | Előfutam | Előfutam | Előfutam | Döntő   | Döntő   | Döntő   | Helyezés |
| Versenyző       | Versenyszám | Idő      | Hely.    | Össz.    | Típus   | Idő     | Hely.   | Helyezés |
| --------------- | ----------- | -------- | -------- | -------- | ------- | ------- | ------- | -------- |
| Katerine Moreno | 50 m gyors  | 29,42    | 8.       | 46.      | kiesett | kiesett | kiesett | kiesett  |
| Katerine Moreno | 100 m gyors | 1:05,39  | 2.       | 54.      | kiesett | kiesett | kiesett | kiesett  |
| Katerine Moreno | 100 m hát   | 1:14,42  | 2.       | 38.      | kiesett | kiesett | kiesett | kiesett  |
| Katerine Moreno | 100 m mell  | 1:22,62  | 2.       | 40.      | kiesett | kiesett | kiesett | kiesett  |

## Vívás
Férfi
| Versenyző    | Versenyszám  | Selejtező | Selejtező | Selejtező         | Selejtező | Selejtező         | Selejtező | Főtábla           | Főtábla           | Vigaszág          | Vigaszág          | Negyeddöntő       | Elődöntő          | Döntő             | Helyezés |
| Versenyző    | Versenyszám  | 1. kör | 1. kör    | 2. kör            | 2. kör    | 3. kör            | 3. kör    | 1. kör            | 2. kör            | 1. kör            | 2. kör            | Negyeddöntő       | Elődöntő          | Döntő             | Helyezés |
| Versenyző    | Versenyszám  | Ellenfél Eredmény | Hely.     | Ellenfél Eredmény | Hely.     | Ellenfél Eredmény | Hely.     | Ellenfél Eredmény | Ellenfél Eredmény | Ellenfél Eredmény | Ellenfél Eredmény | Ellenfél Eredmény | Ellenfél Eredmény | Ellenfél Eredmény | Helyezés |
| ------------ | ------------ | --- | --------- | ----------------- | --------- | ----------------- | --------- | ----------------- | ----------------- | ----------------- | ----------------- | ----------------- | ----------------- | ----------------- | -------- |
| Pedro Bleyer | Kard, egyéni | 4. csoport · Kim Szanguk (Kim Sang-Uk) (KOR) · 2–5 · Antonio García (ESP) · 0–5 · Peter Westbrook (USA) · 1–5 · Janusz Olech (POL) · 1–5 · Nébald György (HUN) · 3–5 · Andrej Alsan (URS) · 2–5 | 7.        | kiesett           | kiesett   | kiesett           | kiesett   | kiesett           | kiesett           | kiesett           | kiesett           | kiesett           | kiesett           | kiesett           | 38.      |